# Biserica „Sfântul Nicolae” din Hîrbovăț
Biserica „Sf. Nicolae” este o biserică amplasată în Hîrbovăț, raionul Anenii Noi, Republica Moldova. Este un monument arhitectural de importanță națională inclus în Registrul monumentelor Republicii Moldova ocrotite de stat cu nr. 100 (raionul Anenii Noi). Datează din 1866.